# Judith Murguía Corral
Judith Irene Murguía Corral (Tepehuanes, Durango, 27 de septiembre de 1959) es una política mexicana, que fue miembro del Partido Revolucionario Institucional (PRI). Fue diputada federal y senadora por su estado.

## Biografía
Es licenciada en Derecho por la Universidad Juárez del Estado de Durango. Fue miembro del PRI desde 1974; a lo largo de su carrera política en el partido, ocupó numerosos cargos, entre los que están: ecretaria de Organización del Frente Juvenil Revolucionario, directora de Recreación y Cultura, subsecretaria de Promoción y Gestoría del comité ejecutivo nacional (CEN), asesora de la Coordinación Regional del CEN, consejera política estatal, secretaria general del sector popular estatal en Durango, y vicepresidente de la Comisión Nacional Revisora y Redactora de Documentos Básicos de la Confederación Nacional de Organizaciones Populares (CNOP).
Los cargos gubernamentales que ha ocupado son subdirectora de Turismo y Cinematografía de Durango por nombramiento del gobernador Armando del Castillo Franco, directora de Microempresas de Empresas de Solidaridad de la Secretaría de Desarrollo Social y secretaria coordinadora del Consejo para la Integración de la Mujer en Durango.
En 1988 fue elegida diputada federal por la vía de la representación proporcional a la LIV Legislatura que concluyó en 1991. Al término de ello, fue a su vez elegida por primera ocasión diputada local, ejerciendo en la LIX Legislatura del Congreso del Estado de Durango cuyo periodo correspondiente era de 1992 a 1995, pero en 1994 se separó de dicho cargo para ser candidata del PRI a Senadora por Durango en segunda fórmula.
Resultó elegida al Senado, ejerciendo su cargo en las Legislaturas LVI y LVII que llegaron a su término en 2000. En el Senado fue presidenta de la comisión de Atención a Niños, Jóvenes y Tercera Edad; y, en diversos momentos integrante de las comisiones de Asistencia Social; de Ciencia y Tecnología; de Comunicaciones; de Cultura; de Deporte; de Derechos Humanos; de Desarrollo Urbano y Vivienda; de Equidad y Género; de Estudios Legislativos, 6a Sección; de Fomento a las Artesanías; de Gobernación, 1a Sección; de Justicia; de Patrimonio Histórico y Cultural de la Nación; de Relaciones Exteriores - 2a Sección (América del Norte); de Salud; de Seguridad Social; de Asuntos Migratorios; de Comercio; de Desarrollo de la Pequeña y Mediana Empresa; de Energía y Recursos no Renovables; de Fortalecimiento del Federalismo; y, de Población y Desarrollo.
En 2010 dejó su militancia en el PRI junto con José Rosas Aispuro, cuando éste fue postulado candidato del Partido Acción Nacional (PAN) a gobernador de Durango, y siendo ella postulada y elegida por segunda ocasión diputada local, en esta ocasión a la LXV Legislatura del Congreso de Durango por este partido. Sin embargo, el 20 de febrero de 2012 anunció su renuncia al grupo parlamentario del PAN y se declaró diputada independiente, al día siguiente se dio a conocer un presunto mensaje de texto en donde ella solcitaba al entonces presidente nacional del PRI, Pedro Joaquín Coldwell, su apoyo para reincorporarse al partido en la campaña presidencial de Enrique Peña Nieto y ser postulada a una diputación plurinominal, lo que ella posteriormente negó.